# 沃尔曼斯泰
沃尔曼斯泰（法語：Volmunster，法語發音：[vɔlmœ̃stɛʁ]；洛林法兰克语：Wolminschter）是法国摩泽尔省的一个市镇，位于该省东部，属于萨尔格米讷区。

## 历史
1813年，市镇埃什维莱尔和韦斯基什并入沃尔曼斯泰。

## 地理
沃尔曼斯泰（49°7'18"N, 7°21'22"E）面积14.91 平方千米，位于法国大東部大區摩泽尔省，该省份为法国东北部内陆省份，是洛林的一部分，西南接默尔特-摩泽尔省，东临下莱茵省，北与卢森堡和德国接壤。
与沃尔曼斯泰接壤的市镇（或旧市镇、城区）包括：布赖登巴赫、埃潘、奥特维莱尔、伦格尔赛姆、卢茨维莱尔、努斯维莱尔莱比奇、奥梅尔斯维莱尔。
沃尔曼斯泰的时区为UTC+01:00、UTC+02:00（夏令时）。

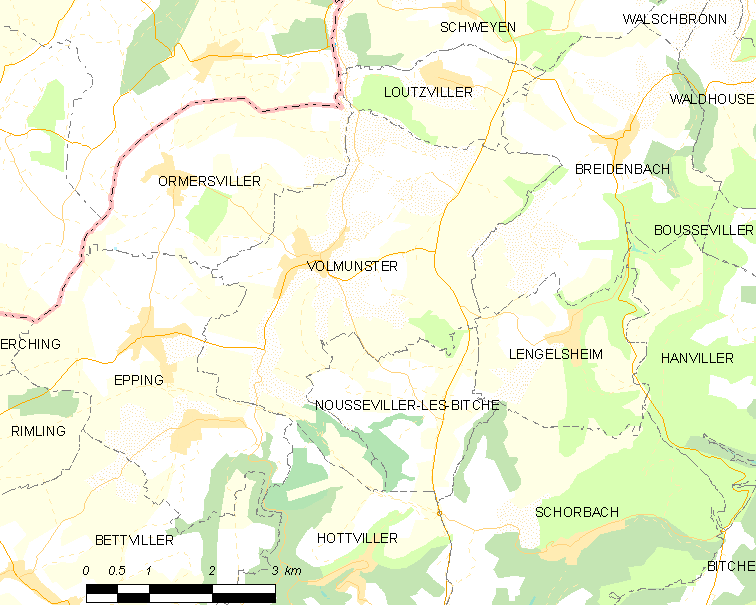
沃尔曼斯泰的OSM定位图

## 行政
沃尔曼斯泰的邮政编码为57720，INSEE市镇编码为57732。

## 政治
沃尔曼斯泰所属的省级选区为比奇县。

## 人口

1962-2008年间沃尔曼斯泰人口变化图示

沃尔曼斯泰于2022年1月1日时的人口数量为774人。